# Lipník (ort i Tjeckien, Mellersta Böhmen)
Lipník är en ort i Tjeckien.   Den ligger i regionen Mellersta Böhmen, i den centrala delen av landet, 40 km nordost om huvudstaden Prag. Lipník ligger 256 meter över havet och antalet invånare är 242.
Terrängen runt Lipník är huvudsakligen platt. Lipník ligger uppe på en höjd. Runt Lipník är det ganska tätbefolkat, med 67 invånare per kvadratkilometer. Närmaste större samhälle är Mladá Boleslav, 15,4 km norr om Lipník. Trakten runt Lipník består till största delen av jordbruksmark.